# Arégonde
Titre
Reine des Francs
Arégonde (Arnegonde, Arnegundis), née entre 512 et 518, décédée entre 572 et 583 (avec une forte probabilité entre 573 et 579), âgée à son décès d'environ 61 ans, est une reine mérovingienne, la troisième des sept épouses du roi Clotaire Ier, mort en 561.
C'est un des rares personnages historiques dont on ait pu identifier et étudier la tombe, ce qui explique son importance.
Elle est considérée comme la plus ancienne reine de France retrouvée à ce jour.

## Histoire d'après Grégoire de Tours

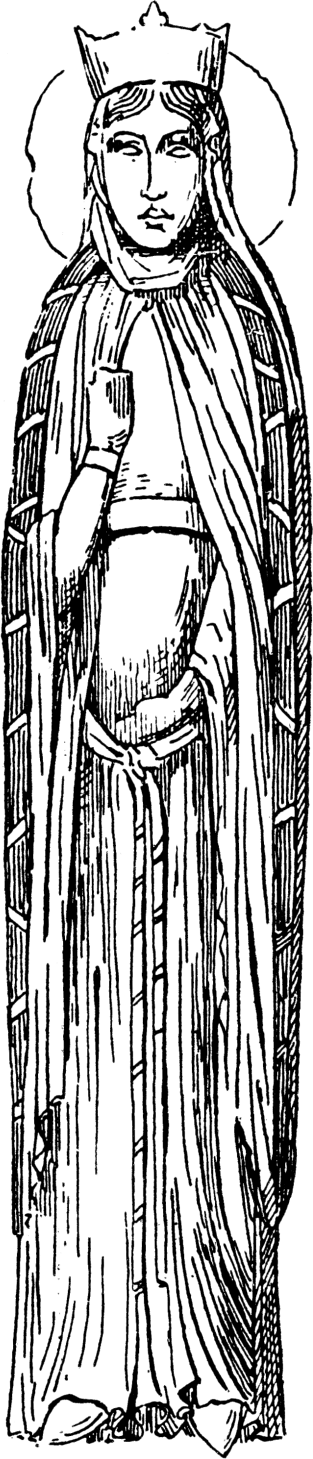
Arégonde.

Si l'on en croit le chroniqueur Grégoire de Tours (Histoire des Francs, IV, 3), la reine franque Ingonde, épouse du roi mérovingien Clotaire Ier, ayant demandé à ce dernier de trouver un mari qui soit digne de sa sœur cadette Arégonde, le roi ne trouva meilleur prétendant que lui-même et décida d'épouser sa propre belle-sœur. Ce mariage, certes proscrit par les canons ecclésiastiques, était cependant conforme aux principes polygamiques et endogamiques alors en vigueur dans les familles royales germaniques. Arégonde accéda donc au rang de reine légitime et apparaît d'ailleurs en tant que regina (c'est-à-dire reine, ou princesse au sens large du terme) dans l'œuvre de Grégoire de Tours, à l'instar des autres femmes de Clotaire.
De cette union naquit Chilpéric, futur roi des Francs de Neustrie.

## Données issues des recherches sur sa sépulture

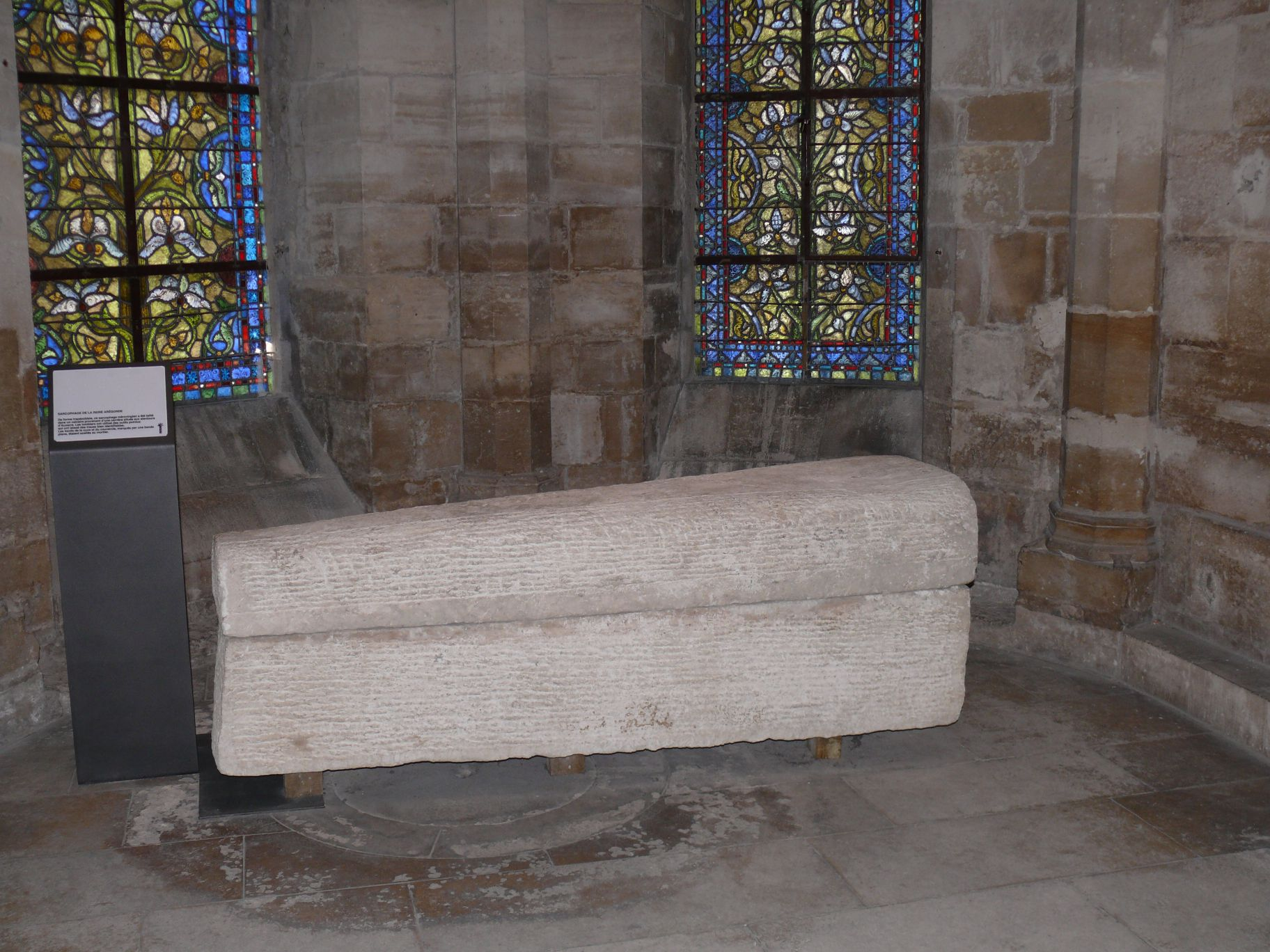
Sarcophage de la reine Arégonde dans la basilique Saint-Denis.

Sa sépulture a été découverte en 1959 dans le sarcophage numéroté 49 en la basilique Saint-Denis par Michel Fleury, archiviste-paléographe. Elle contenait des vêtements préservés et des bijoux, dont son anneau nominatif (bague sigillaire portant le nom ARNEGVNDIS et un monogramme central lu comme REGINE), aujourd'hui conservés au Musée d'Archéologie nationale de Saint-Germain-en-Laye. Il s'agit de la tombe la mieux documentée d'Europe pour le Haut Moyen Âge.
Une partie de cette sépulture, dont les ossements de la reine, semblaient avoir disparu. Cependant, en 2003, on les a retrouvés dans une armoire forte à l'hôtel d'Aumont, où Michel Fleury, en tant que vice-président de la Commission du Vieux Paris, avait disposé d'un bureau jusque dans les années 1970.
La date de sa mort n'étant pas connue par des textes, l'analyse archéologique du tombeau a d'abord émis deux hypothèses. Ainsi, selon Michel Fleury, qui se base sur une analyse de l'état du squelette, elle serait morte entre 565 et 570 (à l'âge d'environ 50 ans donc). Cependant, des études du mobilier funéraire et particulièrement des pièces de vêtements ont été menées plus récemment par Patrick Périn, directeur du musée des Antiquités nationales. Ces analyses incitent désormais à penser que le décès doit être daté entre 572 et 583 ; en effet, le style de certaines pièces du costume de la reine n'apparaît pas dans le monde mérovingien avant le début du VIIe siècle. Michel Fleury en donne la description suivante : « une femme de très petite taille, âgée d'environ quarante-cinq ans, à la chevelure blonde, au crâne assez rond, à la mâchoire inférieure assez saillante, mais au menton effacé ». Les dernières recherches et en particulier les analyses de ses dents donnent son décès vers 60 ans alors qu'elle était très arthrosique. Elle mesurait 1,55 m environ, présentait des séquelles de poliomyélite de l'enfance au niveau de la jambe droite (qu'elle aurait subie vers l'âge de 4 ans) et des signes de maladie de Forestier sans doute à cause d'un diabète fort.
Elle portait un manteau de soie de Chine teint de pourpre qui indiquait son rang royal, un voile de soie à motifs jaunes et rouges (un rouge de murex et de garance), des chaussures de cuir de chevreau rouge ainsi que des bijoux (plaque-boucle, fibule et épingle) en or et argent ornés de grenats venus d'Inde, de Ceylan, de Bohême et du Portugal. Elle portait ainsi un costume inspiré du style byzantin.

Ornements provenant de la parure de la reine Arégonde
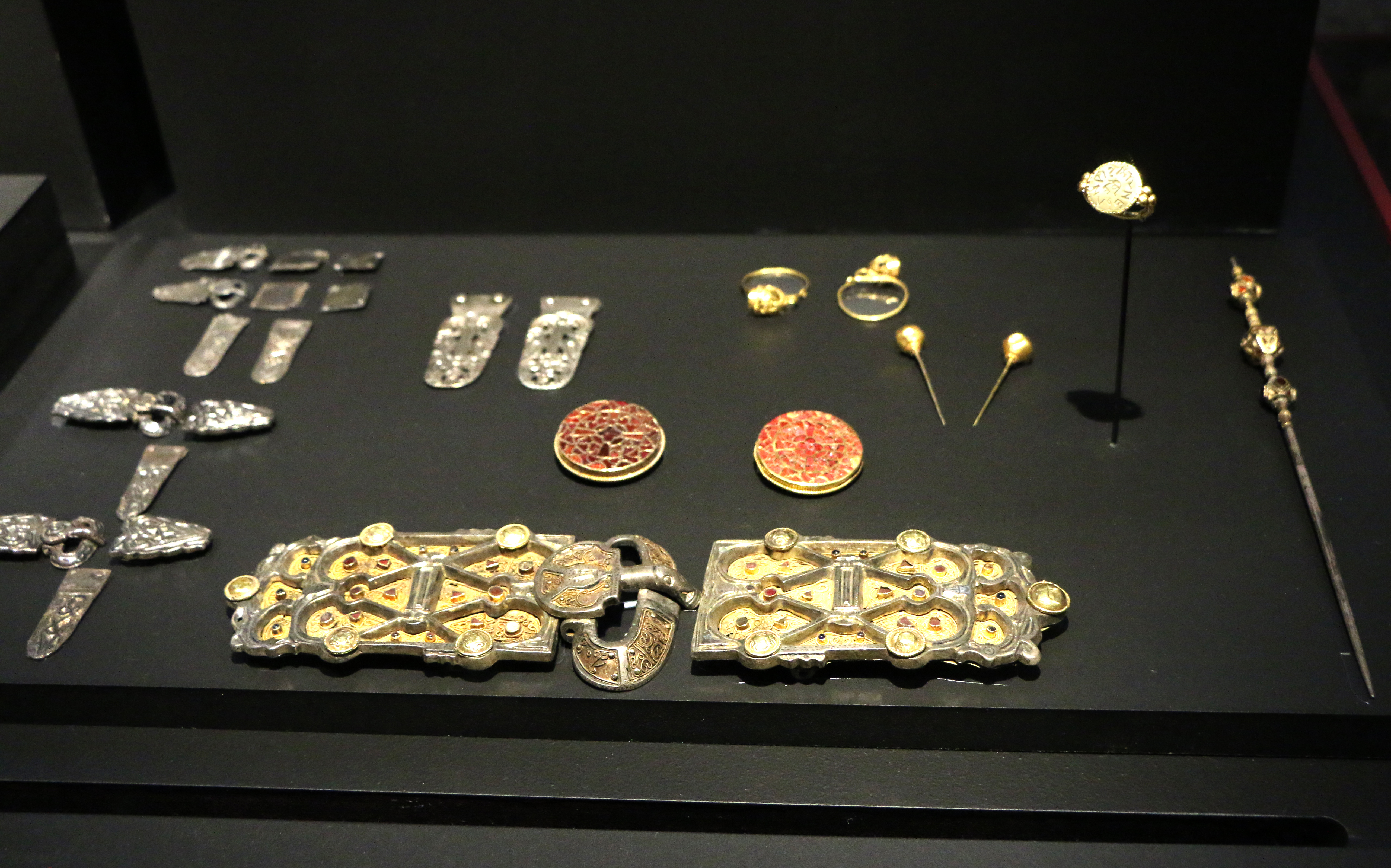
Vue d'ensemble de la parure de la reine Arégonde.
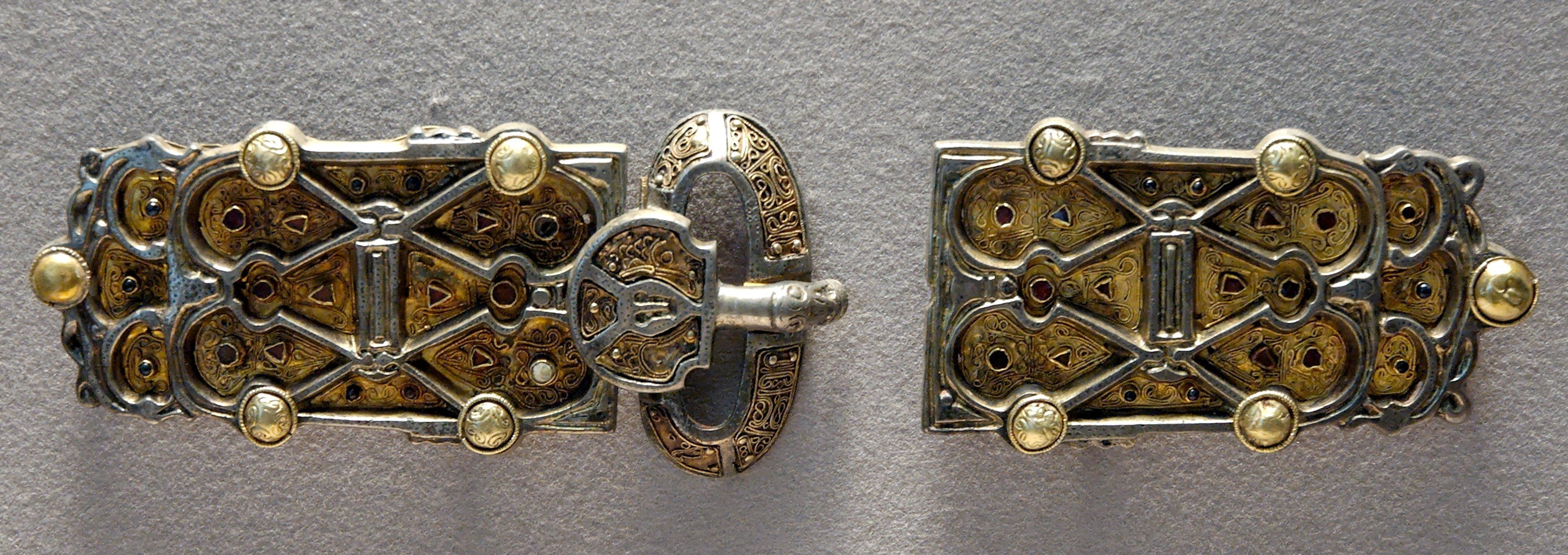
Plaque-boucle et contre-plaque de ceinture en argent, pâte de verre et grenat.
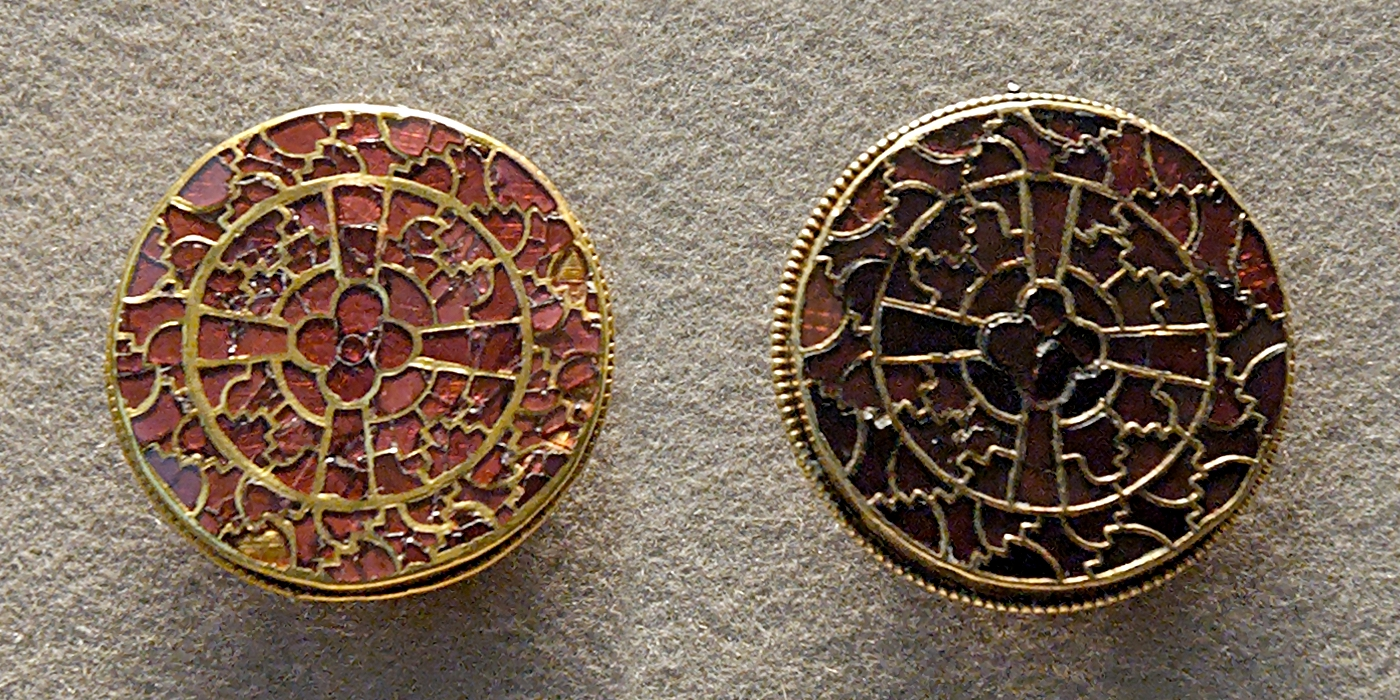
Paire de fibules en cloisonné provenant de la parure.
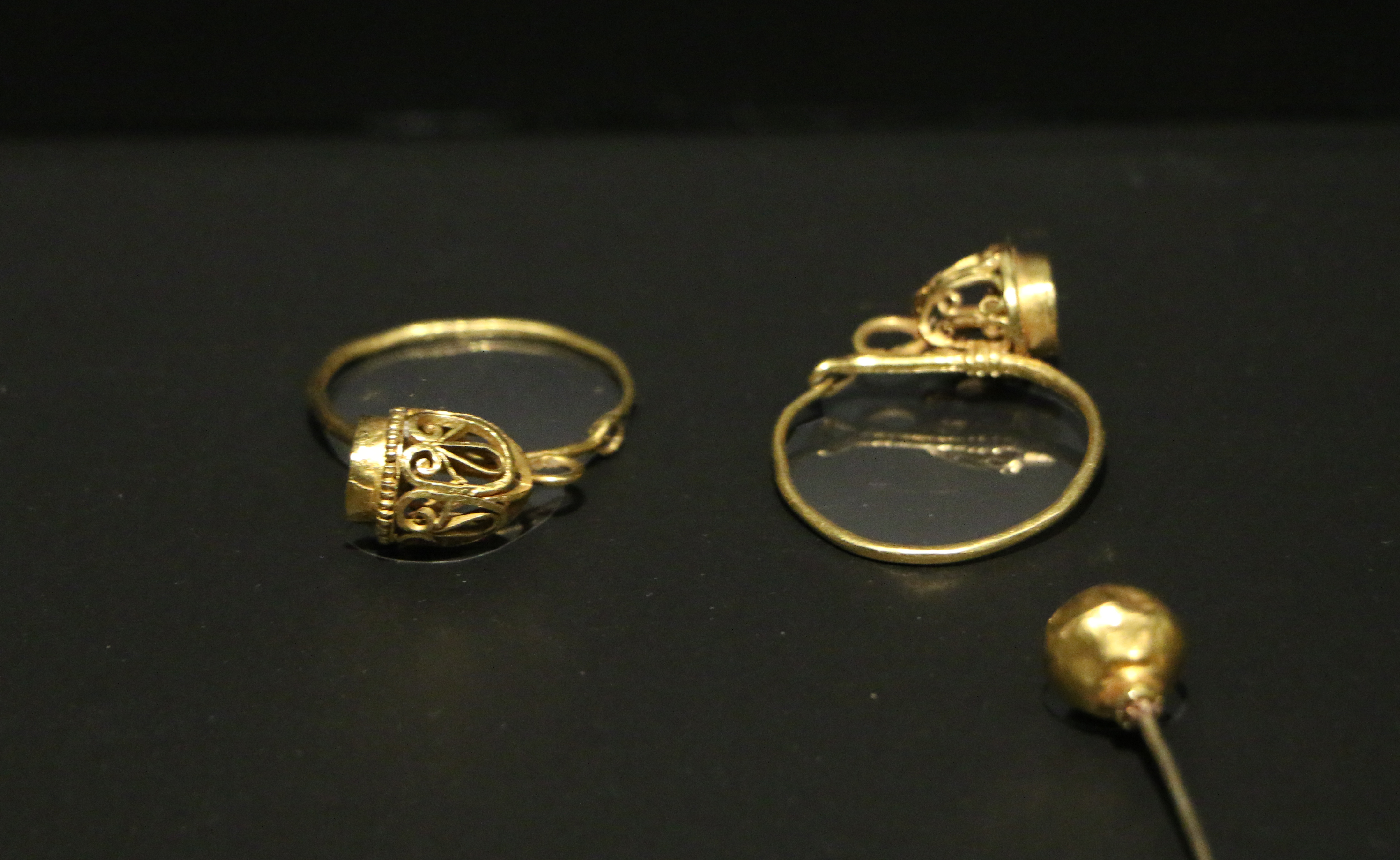
Boucles d'oreille provenant de la parure.
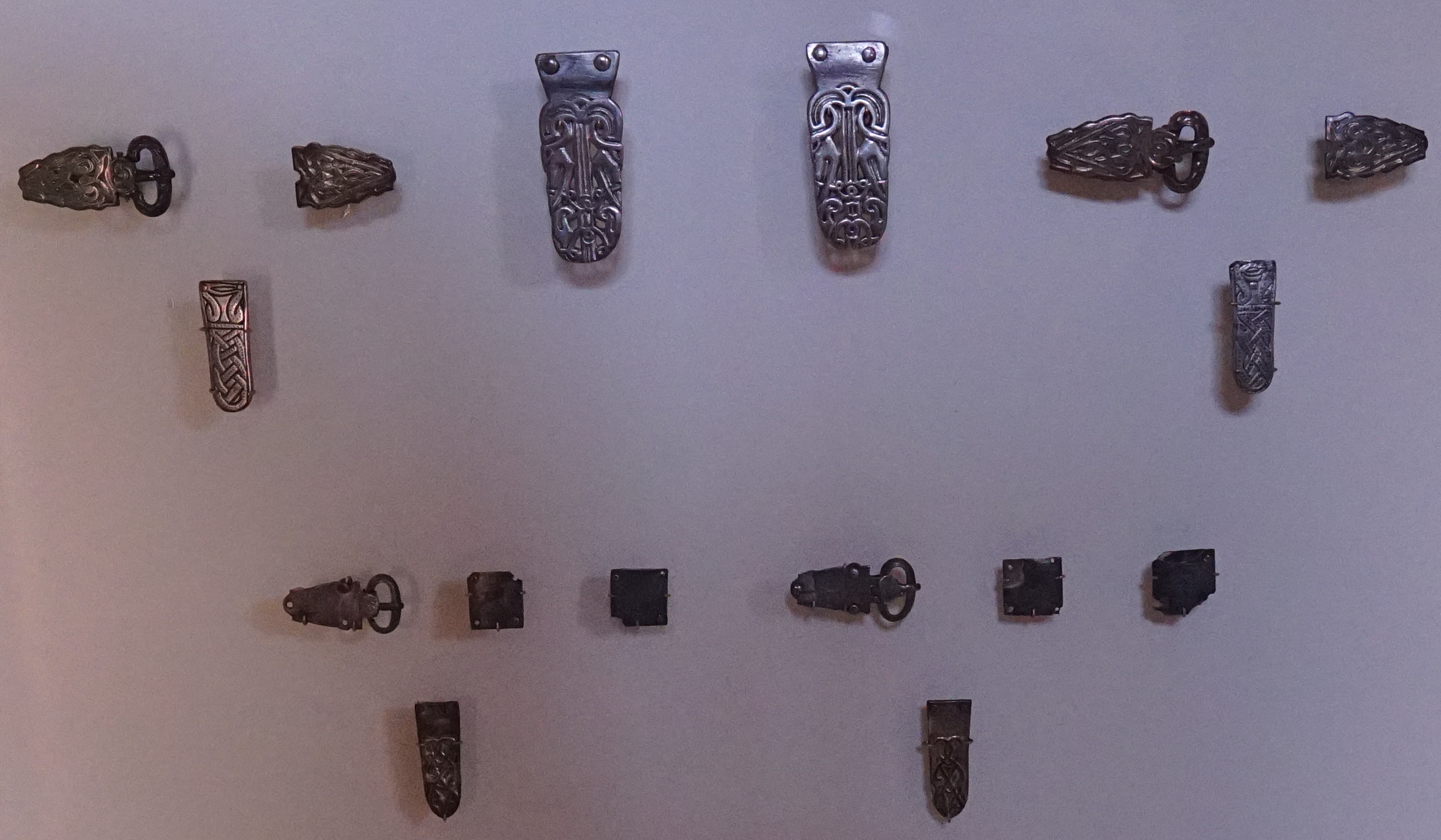
Boucles de ceinture.